# Weserspucker

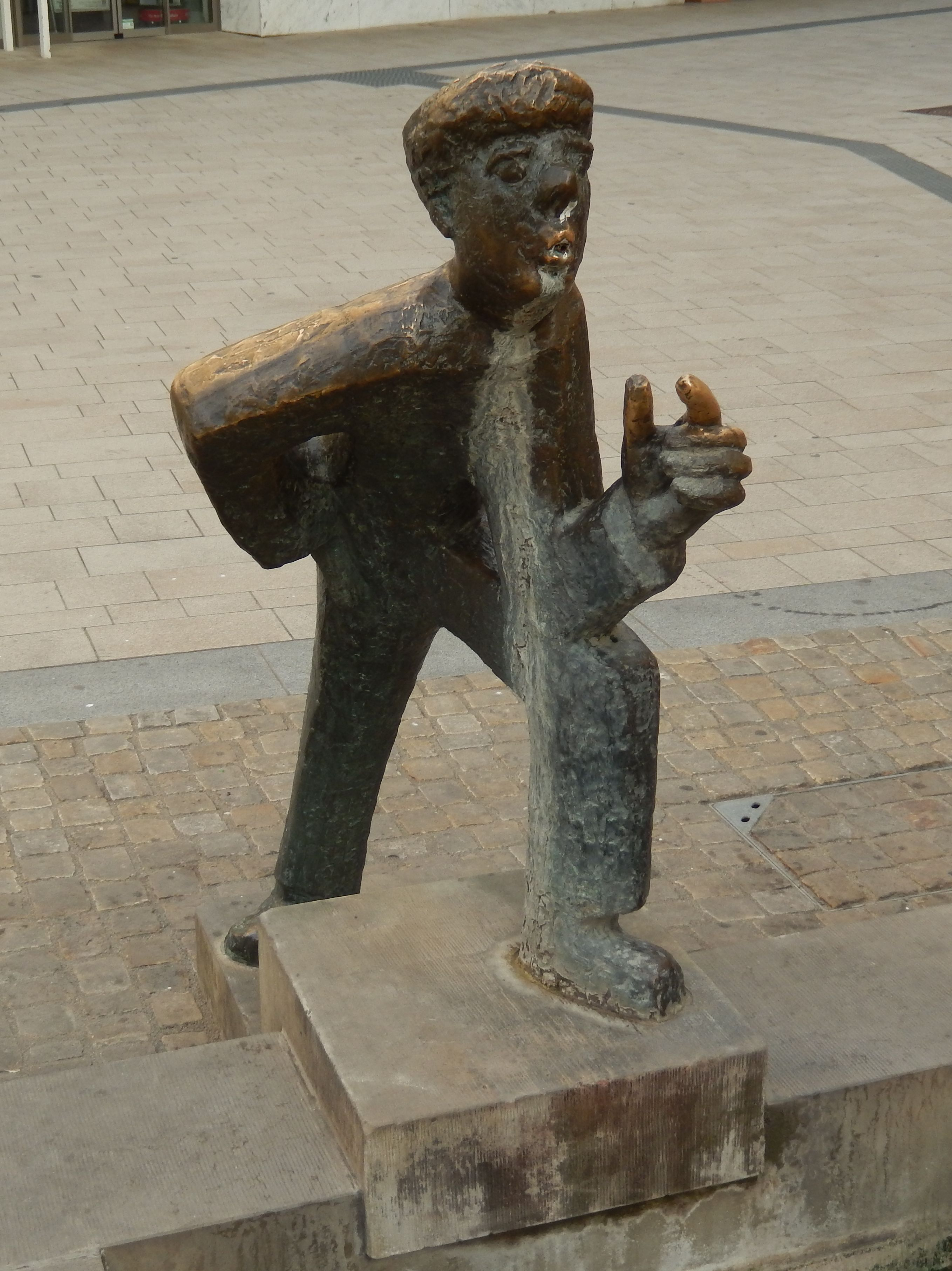
Skulptur "Weserspucker"

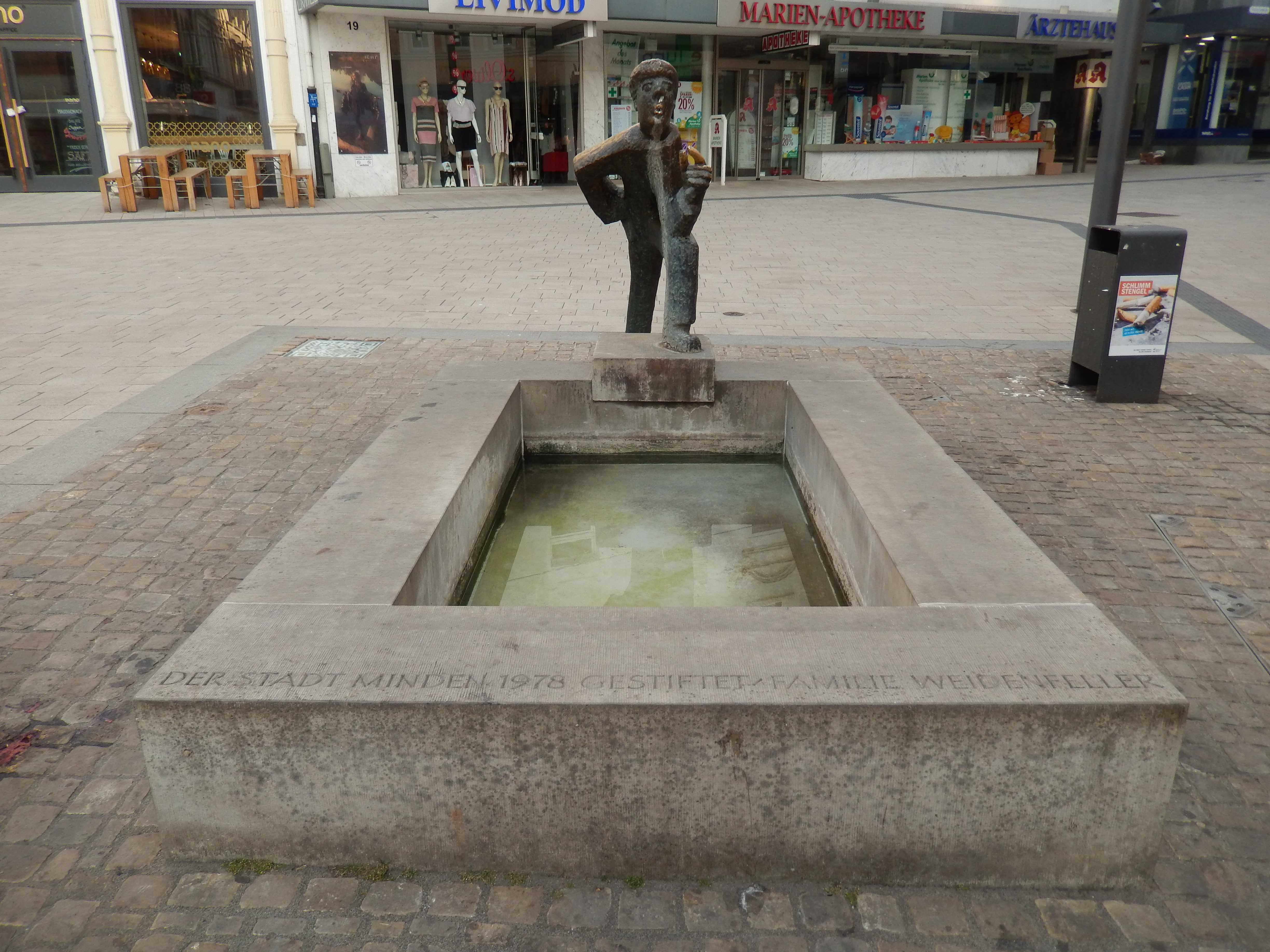
Gesamtansicht des Brunnens

Der Weserspucker ist ein Denkmal in der ostwestfälischen Stadt Minden. Die Bronzefigur wurde von dem  Bildhauer Theodor Henke geschaffen und 1978 in der Bäckerstraße in der Innenstadt von Minden aufgestellt. Seit dem 29. November 2014 ist der Weserspucker an seinem neuen Platz am Poos zu besichtigen.

## Geschichte
Die 1,20 m große Bronzefigur ist ein Entwurf des Bildhauermeisters Theodor Henke aus Bad Oeynhausen, der von dem ehemaligen Herrenausstatter Max Weidenfeller GmbH & Co. KG aufgefordert wurde, eine Figur mit Mindenbezug zu entwerfen. Diese Bronzegußfigur schenkte Weidenfeller dann der Stadt Minden.
In der zentralen Innenstadt aufgestellt, zeigt sie mit ihrem periodischen Wasserspucken die nichtbürgerliche Haltung der Weserspucker der Stadt und bewahrt damit ihren volkstümlichen Charakter.
Bei der geplanten Neugestaltung der Innenstadt von Minden in den 2015er Jahren rückte der Weserspucker aus der Bäckerstraße an die Kreuzung Bäckerstraße / Scharn. Hier ist er am westlichen Rand des Platzes neu platziert. Der Standort nennt sich Poos.